# حسن مظهر

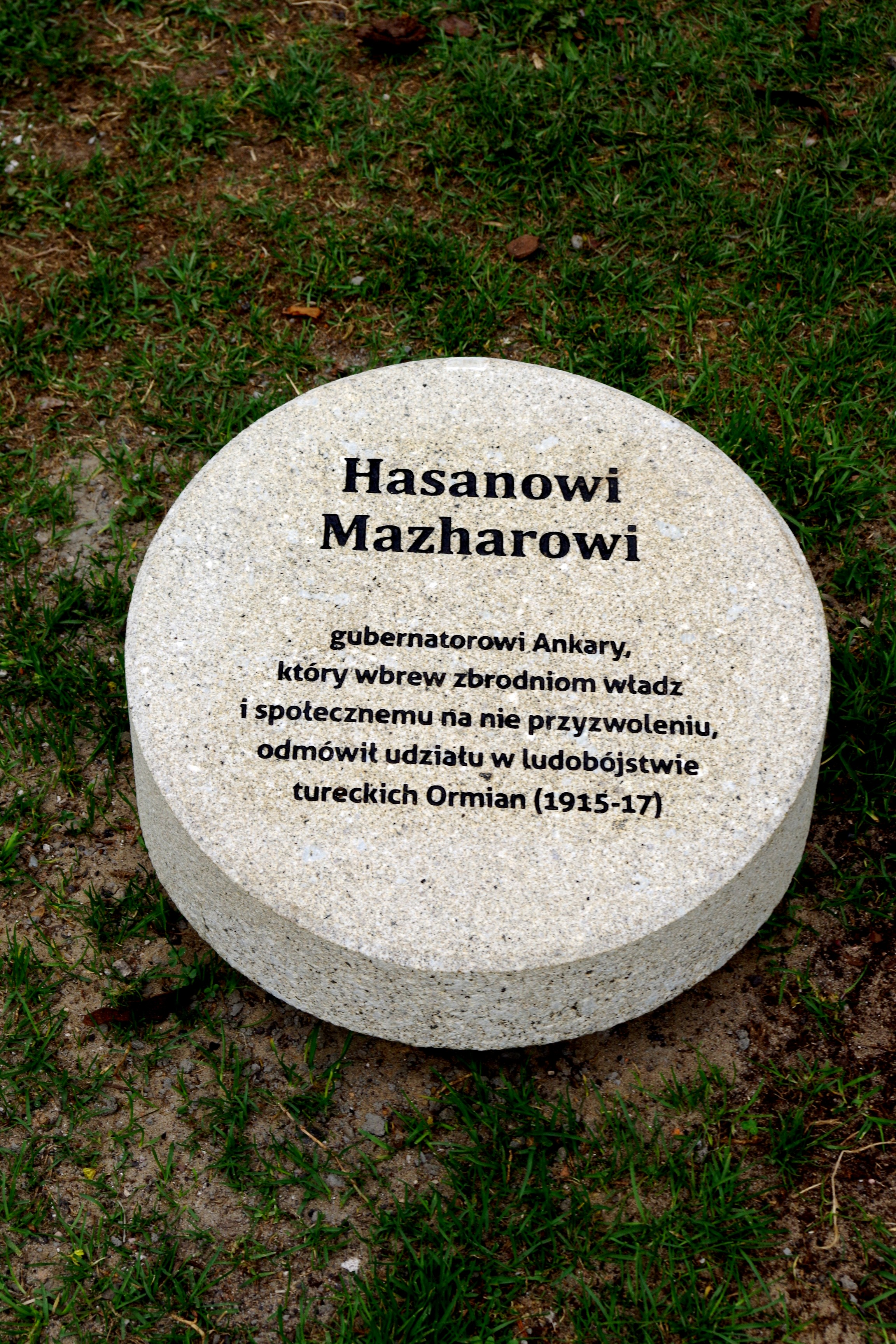
مسلة لإحياء ذكرى حسن مظهر في حديقة الصالحين في وارسو

حسن مظهر أو حسن مظهر بك كان حاكم أنقرة في الدولة العثمانية الذي رفض المشاركة في الإبادة الجماعية للأرمن في الأعوام 1915 و1917 والتي أقيل بسببها. وفي عام 1918، قاد لجنة مظهر للتحقيق في جرائم الإبادة الجماعية للأرمن.
في 23 نوفمبر 1918، أنشأ السلطان محمد السادس لجنة تحقيق حكومية، وتم تعيين حسن مظهر بك رئيسًا لها. بدأت اللجنة التحقيق في جرائم المسؤولين العثمانيين، التي ارتكبت في المقام الأول ضد ممثلي السكان الأرمن. طالب مظهر بك حكام المقاطعات بتزويد جميع البرقيات بأوامر ترحيل وقتل الأرمن. ومع وجود تعليمات بإتلاف النسخ الأصلية للأوامر بعد قراءتها، احتفظ بعض المسؤولين بالبرقيات وتمكنت اللجنة من الحصول عليها.
كان تشكيل محكمة عسكرية للتحقيق في جرائم تركيا الفتاة استمرارًا لعمل لجنة مظهر، وفي 16 ديسمبر 1918 أنشأ السلطان رسميًا مثل هذه المحاكم. تم إنشاء ثلاث محاكم عسكرية وعشر هيئات قضائية في المقاطعات.
في 27 أبريل 2015، تم نصب حجر في حديقة الصالحين في وارسو لإحياء ذكرى شخصه وزرع شجرة للذكرى.